# Bắt nạt trên mạng
Bắt nạt trên mạng hoặc quấy rối trên mạng là một hình thức bắt nạt hoặc quấy rối bằng các phương tiện điện tử. Bắt nạt trên mạng và tấn công mạng cũng được gọi là bắt nạt trực tuyến. Nó đã trở nên ngày càng phổ biến, đặc biệt là trong thanh thiếu niên, khi lĩnh vực kỹ thuật số đã mở rộng và công nghệ đã phát triển. Bắt nạt trên mạng là khi ai đó, điển hình là một thiếu niên, bắt nạt hoặc quấy rối người khác trên internet và trong các không gian kỹ thuật số khác, đặc biệt là trên các trang truyền thông xã hội. Hành vi bắt nạt có hại có thể bao gồm đăng tin đồn, đe dọa, nhận xét tình dục, thông tin cá nhân của nạn nhân hoặc dùng ngôn từ đóng khung (tức là ngôn từ kích động thù địch). Bắt nạt hoặc quấy rối có thể được xác định bằng hành vi lặp đi lặp lại và ý định làm hại. Nạn nhân của việc đe doạ trực tuyến có thể có lòng tự trọng thấp hơn, ý tưởng tự tử gia tăng và một loạt các phản ứng cảm xúc tiêu cực bao gồm sợ hãi, thất vọng, tức giận hoặc trầm cảm.
Nhận thức ở Hoa Kỳ đã tăng lên trong những năm 2010, một phần do các trường hợp cao cấp. Một số tiểu bang của Hoa Kỳ và các quốc gia khác đã thông qua luật để chống lại đe doạ trực tuyến. Một số được thiết kế để đặc biệt nhắm mục tiêu đe doạ trực tuyến tuổi teen, trong khi những người khác mở rộng từ phạm vi quấy rối thể chất. Trong các trường hợp tấn công mạng người lớn, các báo cáo này thường được nộp bắt đầu với cảnh sát địa phương. Các luật khác nhau theo khu vực hoặc tiểu bang.
Nghiên cứu đã chứng minh một số hậu quả nghiêm trọng của nạn nhân bị đe doạ trực tuyến. Thống kê cụ thể về các tác động tiêu cực của đe doạ trực tuyến khác nhau theo quốc gia và các nhân khẩu học khác.
Troll trên Internet là một hình thức bắt nạt phổ biến diễn ra trong một cộng đồng trực tuyến (như trò chơi trực tuyến hoặc phương tiện truyền thông xã hội) để gợi ra phản ứng hoặc gián đoạn, hoặc chỉ đơn giản là để giải trí cá nhân của ai đó. Theo dõi trên mạng là một hình thức bắt nạt hoặc quấy rối khác sử dụng thông tin liên lạc điện tử để theo dõi nạn nhân; điều này có thể đặt ra một mối đe dọa đáng tin cậy cho nạn nhân.
Không phải tất cả các tương tác tiêu cực trực tuyến hoặc trên phương tiện truyền thông xã hội có thể được quy cho việc đe doạ trực tuyến. Nghiên cứu cho thấy rằng cũng có những tương tác trực tuyến dẫn đến áp lực ngang hàng, có thể có tác động tiêu cực, tích cực hoặc trung tính đối với những người liên quan.